# Johannes Staune-Mittet
Johannes Staune-Mittet (* 18. Januar 2002 in Lillehammer) ist ein norwegischer Radrennfahrer.

## Sportlicher Werdegang
Als Junior machte Staune-Mittet bei im UCI Men Juniors Nations’ Cup auf sich aufmerksam und wurde auf nationaler Ebene mehrfacher Meister im Einzel- und Mannschaftszeitfahren. Parallel war er im Skilanglauf unterwegs und wurde 2019 noch norwegischer Juniorenmeister über 10 Kilometer im klassischen Stil.
Nach dem Wechsel in die U23 wurde Staune-Mittet zur Saison 2021 Mitglied im Jumbo-Visma Development Team. Bereits in der ersten Saison erzielte er seinen ersten Einzelerfolg, als er als Solist die vierte Etappe der Ronde de l’Isard gewann. In der Saison 2022 war er erneut bei der Ronde de l’Isard erfolgreich, er gewann die erste Etappe sowie mit dem Team das Mannschaftszeitfahren auf der zweiten Etappe und verteidigte die Führung in der Gesamtwertung bis zum Ende der Rundfahrt. Zudem belegte er bei der Tour de l’Avenir den zweiten Platz in der Gesamtwertung.
2023 fuhr Staune-Mittet noch eine Saison für das Development Team, um zur Saison 2024 in das UCI WorldTeam von Visma-Lease a Bike zu wechseln. Bei den Rundfahrten Gran Camino, Settimana Internazionale Coppi e Bartali und der Tour of Norway erhielt er jedoch seine ersten Einsätze im niederländischen WorldTeam. Nachdem er den Giro del Belvedere für sich entschieden hatte, gewann er beim Giro Next Gen 2023 die Bergankunft der vierten Etappe auf dem Stilfser Joch und legte damit den Grundstein für den Gewinn der Gesamtwertung. Bei der Czech Tour ging er ein weiteres Mal für die Jumbo-Visma Mannschaft an den Start und feierte auf der anspruchsvollen dritten Etappe seinen ersten internationalen Sieg bei einem Elite-Rennen. Tags drauf musste er die Rundfahrt jedoch auf Platz zwei liegend aufgrund einer Erkrankung verlassen. Am Ende der Saison nahm Staune-Mittet die Tour de l’Avenir als einer der Favoriten in Angriff, schied jedoch bereits auf der ersten Etappe aus, nachdem er einen Verpflegungsbeutel ins Rad bekam.
2024 wurde Staune-Mittet planmäßig in das WorldTeam übernommen. Nach seiner Verletzung im Vorjahr kam er erst spät in Form und blieb 2024 ohne Top-10-Platzierung. Bei einem noch bis 2026 laufenden Vertrag entschied er sich für eine vorzeitige Vertragsauflösung und den Wechsel zum Decathlon AG2R La Mondiale Team zur Saison 2025. Als Grund gab er eingeschränkte Entwicklungsmöglichkeiten und geringe Chancen auf eine Grand-Tour-Teilnahme aufgrund der starken teaminternen Konkurrenz bei Visma-Lease a Bike an. In seinem neuen Team soll er als Teamleader für die großen Landesrundfahrten aufgebaut werden.

## Familie
Sein älterer Bruder Andreas Staune-Mittet (* 1998) war ebenso Radrennfahrer und fuhr 2020 für das Team Joker Fuel of Norway, bevor er zum Ende der Saison 2020 vom aktiven Radrennsport zurücktrat.

## Erfolge
2019
- Norwegischer Meister – Einzelzeitfahren und Mannschaftszeitfahren (Junioren)

2020
- Norwegischer Meister – Mannschaftszeitfahren (Junioren)

2021
- Prolog (Mannschaftszeitfahren) Tour Alsace
- eine Etappe Ronde de l’Isard
- Nachwuchswertung Tour of Małopolska

2022
- Gesamtwertung, eine Etappe, Mannschaftszeitfahren und Nachwuchswertung Ronde de l’Isard
- Nachwuchswertung Oberösterreich-Rundfahrt
- Nachwuchswertung Sazka Tour

2023
- Giro del Belvedere
- Gesamtwertung, eine Etappe und Bergwertung Giro Next Gen
- eine Etappe Czech Tour